# چوپان‌ازو
چوپان‌ازو (به ترکی استانبولی: Çobanözü) یک منطقهٔ مسکونی در ترکیه است که در سنان‌پاشا واقع شده‌است.